# Het systeem van pater Jensen
Het systeem van pater Jensen is een hoorspel van Leszek Kolakowski. Priester Jensens System oder Eingang und Ausgang werd op 17 april 1969 door de Hessischer Rundfunk uitgezonden. Rosey E. Pool vertaalde het en de KRO zond het uit in het programma Dinsdagavondtheater op dinsdag 3 maart 1970. De regisseur was Léon Povel. Het hoorspel duurde 69 minuten.

## Rolbezetting
- Bob Goedhart (een dokter)
- Mimi Boesnach (een oude vrouw)
- Willy Ruys (een heer)
- Joke van den Berg (een receptioniste)
- Gerard Hartkamp (een geestelijke)
- Joke Hagelen (Eva)
- Hans Karsenbarg (Andreus)

## Inhoud
In dit hoorspel geeft Kolakowski een eigen versie van het al vaker behandelde thema van wat er direct na de dood met ons gebeurt: de wachttijd op onze uiteindelijke bestemming met de daarbij horende volmaakte onzekerheid, die als een soort vagevuur wordt ondergaan. Hij brengt een paar mensen bijeen in de wachtkamer van een tandarts, door wie men na onbepaalde tijd wordt behandeld. Daar kunnen tientallen jaren overheen gaan, en dan breekt het gelukkige tijdperk aan. De wachtenden gissen naar het "systeem"  volgens hetwelk zij eigenlijk worden opgeroepen, want het moet strikt rechtvaardig zijn, al lijkt het niet altijd zo. Alleen schiet het menselijk begrip te kort om het te achterhalen. Pater Jensen bevindt zich ook onder deze wachtenden. Hij is ervan overtuigd, dat  - hoe het "systeem" ook mag werken en hoe onredelijk of onrechtvaardig het ook mag schijnen - het niet anders dan rechtvaardig kán zijn. Hij is dan ook de aangewezen persoon om zijn medepatiënten de rechtvaardigheid van dit systeem telkens opnieuw duidelijk te maken, ook als het wordt gewijzigd of zelfs door een ander wordt vervangen. Hij doet dit dan ook met verve en vanuit een rotsvaste overtuiging…